# Mysteriespel
Boken av Reginald Hill hittas på Mysteriespel (bok)
Mysteriespel är en medeltida folklig teaterform, som framfördes av amatörer på offentliga platser. Mysteriespelen hade religiöst innehåll, och gestaltade oftast historier hämtade ur Bibeln. Händelserna kring påskveckan var ett vanligt tema (påskspel / passionsspel) men även många andra bibliska berättelser användes. Det äldsta bevarade mysteriespelet är Adamsspelet (Le Mystère d'Adam) från 1100-talet.
På många håll förbjöds mysteriespelen under reformationen på 1500-talet. Ett välkänt passionsspel som fortfarande spelas är det i Oberammergau i Tyskland. I Storbritannien är det relativt vanligt med moderna rekonstruktioner av gamla spel. 